# Ермаков, Георгий Сергеевич
Гео́ргий Серге́евич Ермако́в (укр. Георгій Сергійович Єрмаков; род. 28 марта 2002, Киев) — украинский футболист, вратарь израильского клуба «Маккаби».

## Биография
Родился в Киеве. В ДЮФЛУ с 2015 по 2019 год выступал за столичную ДЮСШ-15.
В начале августа 2019 присоединился к структуре «Шахтёра». В сезоне 2019/20 годов изредка попадал в заявку на матчи юношеской (U-19) и молодёжной (U-21) команды «горняков», а уже в следующем сезоне играл за вышеуказанные команды, но ни в одной из них основным игроком так и не стал. В начале марта 2021 года отправился в аренду в «Александрию». Выступал за юношескую команду «александрийцев». Впервые в заявку на поединок Премьер-лиги попал 25 июля 2021 года, в победном (1:0) выездном матче 1-го тура против луганской «Зари». Георгий просидел весь матч на скамейке запасных. До конца июня 2021 года так и не сыграл ни одного официального матча за «Александрию».
В начале июля 2021 года свободным агентом вернулся в «Александрию». Сначала также выступал за юношескую команду, также попадал в заявку первой команды, но на поле так и не выходил. За главную команду «Александрии» дебютировал 26 сентября 2023 в победном (1:0) выездном поединке 1/8 финала кубка Украины против львовского «Руха». Ермаков вышел на поле в стартовом составе и отыграл весь матч. В украинской Премьер-лиге Украины дебютировал 1 октября 2023 в проигранном (2:4) выездном поединке 9-го тура против киевского «Динамо». Георгий вышел на поле в стартовом составе и отыграл весь матч.

## Достижения
«Александрия»
- Серебряный призёр чемпионата Украины: 2024/25

Сборная Украины
- Победитель турнира в Тулоне: 2024